# Robert Paverick
Robert Paverick (19 de novembro de 1912 - 25 de maio de 1994) foi um futebolista belga que competiu na Copa do Mundo FIFA de 1938.